# Стефан Бончев
 Тази статия е за геолога.  За други хора с това име вижте Стефан Иванов.  
Стефан Бончев Иванов (по-известен, като Стефан Бончев) е български геолог, професор в Софийския университет.

## Биография
Роден е в град Габрово на 16 януари (4-ти по стар стил) 1870 година. Учи в Априловската гимназия. Заслуга за развитие на неговите математически способности има преподавателят по дискриптивна геометрия в гимназията, дипломираният в Германия Васил Карагьозов. Завършва с бакалавърска степен по природни науки Женевския университет през 1891 година, след което се завръща в България и започва работа като учител в град Хасково. Изучава хасковския край и написва първата си научна работа. Изработва геоложка карта, която излага на Пловдивския панаир. Благодарение на нея получава стипендия за специализация по тектоника в Цюрих, а после и по палеонтология в Мюнхенския университет, където защитава докторска дисертация. След завръщането си опитва да стане асистент в София, но не успява и  отново работи като учител и като директор на фабрика в Габрово.
В периода на Балканските войни Стефан Бончев изпълнява дълга си като подпоручик и поручик.
По време на Първата световна война Стефан Бончев е първоначално на фронтовата линия като командир на рота, а по-късно като капитан завежда прехраната на полк.
През 1923 г. е избран за професор – ръководител на Катедрата по геология и палеонтология на Софийския университет, която ръководи до 1940 г. Води курсовете: Обща геология; Исторична геология; Извори и минерални находища; Рудни находища; Геология на България. Професор Стефан Бончев е научен ръководител и на първата защитена докторска дисертация в Софийския университет от Васил Цанков на 27 октомври 1929 година.
Изследва Западна Стара планина и най-вече Искърския пролом. Открива Свогенския антрацитен въглищен басейн. Инициатор е на геологическо проучване на България през 1930 г. Започва създаването на геоложка карта на България в М 1:126 000.
Той е сред основателите на Българско геологическо дружество .
Голям принос към родната геология е и преподавателската му дейност, помогнала за израстването на много геолози.
Стефан Бончев е баща на известния геолог Еким Бончев (1907 – 1992).
Умира на 21 февруари 1947 година в София.
Погребан е в парцел 26 на Централните софийски гробища.

## Избрани произведения
- Das Tertiärbecken von Haskovo (Bulgarien). Von Dr. St. Bontscheff //  Jahrbuch der k.k. Geologischen Reichsanstalt Bd. XLVI, 2. Heft.   1896. с. 309 – 384, Mit 4 palaentologischen Tafeln, einer geologischen karte in Maastabe 1:126000, einer Kartenskizze und 9 Profilzeichnungen im Texte. via BHLibrary.
- Dolmen im Südlichen Bulgarien //  Correspondenz-Blatt der deutschen Gesellschaft  für Anthropologie, Ethnologie und Urgeschichte XXVII (5).   Mai 1896. с. 35-36.
- По въпроса за заледяването на Витоша през дилувиума //  Годишник на Софийския университет. Физико-математически факултет. Книга 1; Annuaire de l'Universite de Sofia. Faculte Physico-mathematique 20 (3).   1924. с. 29-32. Посетен на 30 април 2025.
- Бончев, Стефан; Бакалов, Петър. Геология на южната част от околността на с. Костенец-баня въ връзка с "петролното" находище там, съ геоложка карта //  Годишник на Софийския университет. Физико-математически факултет. Книга 3; Annuaire de l'Universite de Sofia. Faculte Physico-mathematique 21 (ІІI).   1924-1925. с. 31-48. Посетен на 30 април 2025.
- Защо на Западна Стара планина са стръмни северните склонове, а на средната - южните ? //  Годишник на Софийския университет. Физико-математически факултет. Книга 3; Annuaire de l'Universite de Sofia. Faculte Physico-mathematique 23 (3).   1926-1927. с. 157-178. Посетен на 30 април 2025.